# Анђелко Тешан
Анђелко Тешан (Сарајево, 21. новембар 1949) бивши је југословенски фудбалер и репрезентативац.

## Каријера
Професионалну каријеру започео је 1967. године у ФК Сарајево, за који је до 1977. године одиграо 354 утакмице и постигао 5 голова. Од 1978. године играо је годину дана у Сједињеним Америчким Државама за Њујорк иглсе, где је на 31 мечу постигао 2 гола. Од 1980. до 1981. године играо је за Колумбију Охајо, за који је одиграо 22 утакмице и завршио фудбалску каријеру.
Одиграо је 10 утакмица за омладинску екипу Југославије (1968—1968), девет за младу репрезентацију (1968—1973) и 11 утакмица за најбољу селекцију Југославије. За најбољу репрезентацију дебитовао је 17. децембра 1968. године на пријатељској утакмици Југославије и селекције Бразила у Рију. Последњу утакмицу за репрезентацију Југославије одиграо је 28. октобра 1970. године против репрезентације Совјетског Савеза у Москви.